# Die fröhliche Wissenschaft
Die fröhliche Wissenschaft (später mit dem Untertitel „la gaya scienza“) ist ein zuerst im Jahr 1882 erschienenes, 1887 ergänztes Werk Friedrich Nietzsches. Das Buch enthält Gedanken zu unterschiedlichsten Themen in fast 400 Aphorismen verschiedener Länge. Es gilt als abschließendes Werk der „freigeistigen“ Periode Nietzsches, das gleichzeitig die neue Stimmung des nachfolgenden Also sprach Zarathustra ankündigt. (Vergleiche Friedrich Nietzsche, Übersicht zum Werk.)
Die heute in der Nietzsche-Forschung übliche Sigel des Buchs ist FW, außerhalb des deutschen Sprachraums ist auch GS (nach gaya scienza, gai savoir, gay science oder gai saber) verbreitet.

## Titel
Gai Saber ist ein seit dem Mittelalter international verbreiteter Begriff aus der Dichtung provenzalischer Troubadoure, ursprünglich war er die Selbstbezeichnung einer Gruppe Toulouser Dichter. Die Übersetzung fröhliche Wissenschaft war der bürgerlichen deutschen Gesellschaft zu Nietzsches Lebzeiten ein geläufiger Begriff. Ab 1887 erhielt das Werk den Untertitel la gaya scienza, womit der Bezug noch verdeutlicht und international verständlich werden sollte. Die meisten Übersetzungen des Buchtitels sind in der jeweiligen Sprache synonym mit der dortigen Bezeichnung des französischen Dichterkreises oder nehmen erkennbar Bezug (De vrolijke wetenschap, Gay Science, Gaia Sciensa, Gaya Scienza, Gai Savoir, Gaya Ciencia, …).
Seit gay im Englischen und zunehmend international quasi ausschließlich als Synonym für ‚schwul‘ im Sinne von ‚homosexuell‘ verwendet wird, wird Nietzsches Werk nicht länger nur mit dem ab Walter Kaufmanns Übersetzung in den 1960er-Jahren verwendeten „The Gay Science“, sondern wieder häufiger mit dem ursprünglich gewählten Titel „The Joyful Wisdom“ übersetzt. Bei diesem fehlt jedoch der Bezug zur Gai Saber, The Gay Science bleibt daher die geläufigere Bezeichnung. In einigen Übersetzungen (z. B. bei Thomas Common) wird beides als Titel verwendet (The Gay Science or The Joyful Wisdom).

## Ausgaben und Übersicht

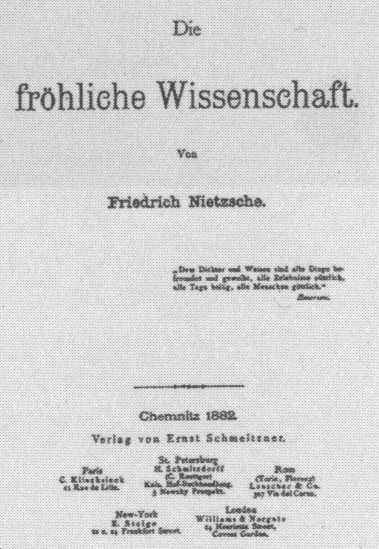
Titel der Erstausgabe 1882

Die Erstausgabe von 1882 trug als Motto ein Zitat von Emerson:
Dem Dichter und Weisen sind alle Dinge befreundet und geweiht, alle Erlebnisse nützlich, alle Tage heilig, alle Menschen göttlich.
Diese Ausgabe enthielt:
- „Scherz, List und Rache“, ein „Vorspiel in deutschen Reimen“, nämlich 63 meist heiter-boshafte Gedichte. Der Titel ist einem gleichnamigen Singspiel Goethes von 1790 entliehen.
- Vier „Bücher“ mit insgesamt 342 Aphorismen. Das vierte Buch trägt den Titel Sanctus Januarius und hat als Motto ein gleichnamiges Gedicht Nietzsches. Die anderen Bücher sind ohne Titel.

Die Ausgabe von 1887 erhielt den Untertitel. Motto dieser Ausgabe war ein eigener Spruch Nietzsches („Über meiner Haustür“):
Ich wohne in meinem eignen Haus
Hab Niemandem nie nichts nachgemacht
Und – lachte noch jeden Meister aus
Der nicht sich selber ausgelacht.
Der alte Inhalt blieb unverändert, es kamen jedoch hinzu:
- Eine Vorrede in vier Abschnitten.
- Ein „Fünftes Buch“ unter dem Titel Wir Furchtlosen und mit einem Ausspruch Turennes als Motto („Carcasse, tu trembles? Tu tremblerais bien davantage, si tu savais où je te mène.“). Es besteht aus 41 Aphorismen, so dass das Buch nun 383 Aphorismen enthält.
- Ein „Anhang“ namens Lieder des Prinzen Vogelfrei. Dieser besteht aus vierzehn Gedichten.

## Entstehung und Einreihung in Nietzsches Schriften

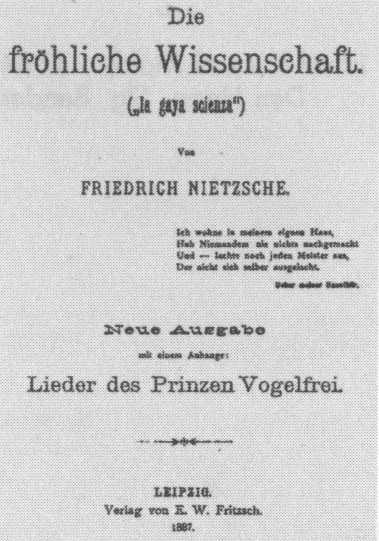
Titel der neuen Ausgabe 1887

Nietzsche plante schon kurz nach deren Erscheinen im Frühsommer 1881 eine Fortsetzung der Morgenröte. Gedanken über die moralischen Vorurteile. Im Winter 1881/1882, den er in Genua verbrachte, fasste er hierzu drei Bücher ab. Darüber, wie er den Gedanken der „Ewigen Wiederkunft“ – der sich im August 1881 seiner bemächtigt hatte – ausführen und vortragen wollte, war er sich noch unklar. Ebenfalls im August 1881 hatte seine Beschäftigung mit der Figur Zarathustra begonnen.
Im Frühjahr 1882 entschloss er sich, das angesammelte Material unter dem Titel Die fröhliche Wissenschaft neu zusammenzustellen und drucken zu lassen. Das Druckmanuskript stellte der zu dieser Zeit fast blinde Nietzsche mit Hilfe seiner Schwester Elisabeth her.
Entsprechend der Entstehungsgeschichte lassen sich einige Abschnitte der fröhlichen Wissenschaft auf ältere Aufzeichnungen zurückführen, einige wenige waren aber auch schon in der später für Also sprach Zarathustra typischen Art geschrieben. Aus all diesen mit Ausnahme eines einzigen – nämlich des letzten, der später den Anfang des Zarathustra bildete – entfernte Nietzsche aber für die Drucklegung den Namen Zarathustra und schrieb sie um. Es sind dies die Abschnitte 32, 68, 106, 125, 291 und 332. Der Gedanke der „Ewigen Wiederkunft“ tauchte nun nur fragend-symbolisch im vorletzten Aphorismus auf.
Die kurzen Gedichte, die das „Vorspiel“ bildeten, stammten zum größten Teil aus dem Frühjahr 1882. Nietzsche hatte damals, auch inspiriert durch seine von der Schwester geschenkte Skrivekugle, eine Reihe spöttischer Verse gedichtet. Einige längere Gedichte waren Anfang Juni 1882 als Idyllen aus Messina in der Internationalen Monatsschrift des Verlegers Ernst Schmeitzner erschienen. Zur selben Zeit, als die Bekanntschaft mit Paul Rée und Lou von Salomé auf ihrem Höhepunkt war, korrigierten Nietzsche und Heinrich Köselitz das Druckmanuskript der fröhlichen Wissenschaft. Das Buch erschien Mitte August 1882 bei Schmeitzner mit einer Auflage von 1000 Exemplaren. Wie die vorigen Bücher Nietzsches fand es sowohl in der Kritik als auch beim Publikum nur sehr wenig Beachtung: bis 1886 wurden nur etwa 200 Exemplare verkauft.
Zur Entstehung des nachfolgenden Also sprach Zarathustra siehe dort.
Nach dem Erscheinen von Jenseits von Gut und Böse 1886 ließ Nietzsche seine größeren Schriften im Verlag E.W. Fritzsch neu herausgeben. Die fröhliche Wissenschaft erfuhr dabei die größte Änderung, indem sie um eine Vorrede und ein fünftes Buch ergänzt wurde. Beide wurden im Herbst 1886, also nach Zarathustra und Jenseits von Gut und Böse, geschrieben. Aus derselben Zeit stammen auch andere Vorreden zu neuen Ausgaben. Auch für Jenseits von Gut und Böse nicht benutzte Notizen verwendete Nietzsche hier, im Nachlass findet sich zu diesem Material oft der Titel „Gai saber“. Die Lieder des Prinzen Vogelfrei bestehen größtenteils aus Neufassungen der Idyllen aus Messina, ein wichtiges später verfasstes Gedicht darin ist das „Tanzlied“ An den Mistral.

## Inhalte

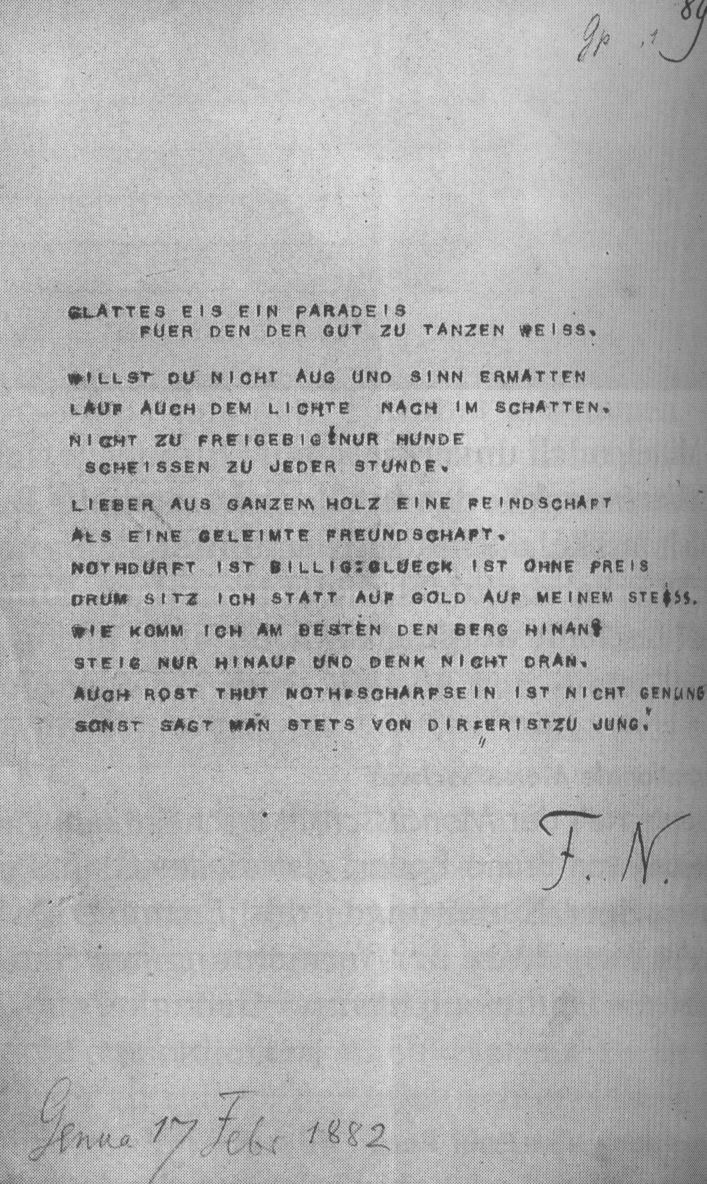
Frühester erhaltener Schreibmaschinentext Nietzsches – einige dieser Spottverse gingen ins „Vorspiel“ von FW ein.

In Die fröhliche Wissenschaft werden Fragen aus verschiedenen Themengebieten aus wechselnden Blickwinkeln betrachtet.
Im ersten Buch werden die Möglichkeit der Erkenntnis sowie Aufgabe und Nutzen der Wissenschaft problematisiert. Die Abschnitte behandeln Themen der Erkenntnistheorie, Wissenschaftstheorie und Psychologie im Sinne einer Philosophie des Geistes. Besondere Aufmerksamkeit haben beispielsweise gefunden:
- Abschnitt 1 („Die Lehrer vom Zwecke des Daseins“), in dem eine grundsätzliche Skepsis gegen diese „Lehrer“ deutlich wird;
- Abschnitt 2 mit dem Begriff eines „intellektualen Gewissens“;
- Abschnitt 7 („Etwas für Arbeitsame“), in dem eine Art Programm für eine Wissenschaft der Moral(en) aufgestellt wird;
- Abschnitt 13 („Zur Lehre vom Machtgefühl“), in dem frühe Überlegungen zum späteren Gedankenkreis um den „Willen zur Macht“ zu finden sind.

Das zweite Buch behandelt insbesondere Fragen zur Kunst und zu Künstlern. Die Abschnitte 60 bis 75 haben daneben Überlegungen über Frauen und das Verhältnis der Geschlechter zum Thema. In den weiteren Abschnitten finden sich Überlegungen zur antiken Kultur der Griechen ebenso wie Bemerkungen zu Schriftstellern des 18. und 19. Jahrhunderts, so etwa ein ganzer Abschnitt zu Nicolas Chamfort. Das Buch enthält auch eine Reihe von Auseinandersetzungen mit Nietzsches früheren Leitbildern Arthur Schopenhauer und Richard Wagner.
Das dritte Buch ist hauptsächlich Fragen der Religion und Moral gewidmet. Im ersten, eher symbolischen Abschnitt 108 („Neue Kämpfe“) wird zum ersten Mal in Nietzsches Schriften der „Tod Gottes“ erwähnt. Der nachfolgende Abschnitt 109 („Hüten wir uns“) lässt sich als eine Erläuterung zu dem vorigen lesen; darin wird davor gewarnt, der Welt einen Sinn zuzusprechen, sie etwa anthropomorph auszudeuten. Darauf folgen einige erkenntnistheoretische Abschnitte.
Sehr bekannt zum Thema „Tod Gottes“ ist die ausführliche, parabelhafte Darstellung in Abschnitt 125 mit dem Titel Der tolle Mensch.
Die Abschnitte des dritten Buchs werden tendenziell kürzer. Die Sentenzen 268 bis 275 bestehen nur noch aus knappen persönlichen Fragen und Antworten, die gleichzeitig Kernthemen von Nietzsches Philosophie anklingen lassen.
Das vierte Buch, „Sanctus Januarius“, beginnt mit einem (Selbst-)Appell zur Bejahung des Lebens und Denkens, zum „amor fati“ (Abschnitt 276). In diesem Buch finden sich gehäuft Selbstbetrachtungen. U. a. äußert sich Nietzsche über die aufkommenden Selbstzweifel und das schlechte Gewissen, wenn der Mensch beim Müßiggang an die Arbeit denkt.
Im 341. Abschnitt wird zum ersten Mal der Ewige-Wiederkunfts-Gedanke formuliert, freilich als Frage und in symbolischer Form.
Der 342., also in der Erstausgabe letzte Abschnitt, wurde später der Beginn von Also sprach Zarathustra. Dazu brachte Nietzsche ihn in Versform und machte aus dem konkreten See Urmi nur den „See seiner [Zarathustras] Heimat“. Der Abschnitt trägt den Titel Incipit tragoedia. Auf diesen Titel bezog sich Nietzsche auch im Vorwort der neuen Ausgabe, im vorletzten Abschnitt des fünften Buches und in der Götzen-Dämmerung.
Im fünften Buch wird vor allem das Problem des Nihilismus von verschiedenen Seiten beleuchtet. So wird bereits im ersten Abschnitt das „Gott ist tot“-Thema wieder aufgenommen und erläutert, es folgen einige Überlegungen zur Entwertung der Werte und zur „Selbstaufhebung der Moral“, die sich auch in den etwa zur gleichen Zeit entstandenen Vorreden zu den Neuausgaben früherer Werke wiederfinden. Die Überlegungen zum Ursprung des Bewusstseins und zur Erkenntnis (Abschnitte 354 und 355) wurden ebenfalls beachtet; in ihrer Methodik ähneln sie der später entstandenen Genealogie der Moral. Einer der längsten Texte des Buches, Nr. 357, befasst sich anhand der Frage „was ist deutsch?“ erneut mit Schopenhauer und dem Pessimismus; dies wird im Abschnitt 370, „Was ist Romantik?“, wieder aufgenommen. Abschnitt 358 interpretiert die Luthersche Reformation als „Bauernaufstand des Geistes“. Dazwischen häufen sich Einwürfe („Der Einsiedler redet“, „Zwischenrede des Narren“, „‚Der Wanderer‘ redet“) und Texte, die die Verständlichkeit von Texten überhaupt problematisieren.
Abschnitt 382 stellt schließlich „Die große Gesundheit“ als eine Art neues Ideal vor und nimmt dabei Bezug auf den früheren Schluss des Buches („Incipit tragoedia“), also indirekt auf den Zarathustra. Der anschließende „Epilog“ leitet zum Anhang, den Liedern des Prinzen Vogelfrei über.

## Deutungen

### Nietzsches eigene Aussagen zum Buch
In der Zeit um die Abfassung der Erstausgabe betonte Nietzsche oft, dass Die fröhliche Wissenschaft seine etwa 1876 einsetzende „freigeistige“ Phase abschließe. Er sah darin einen Ausdruck der Gesundung und nun die Möglichkeit, etwas Neues zu wagen. Insbesondere die Reaktionen auf das vierte Buch „Sanctus Januarius“ interessierten ihn. Nietzsche sagte davon, seine „Privatmoral“ stünde darin. Mehrfach betonte er auch, dass das Buch sehr persönlich sei, noch Mitte 1888 bezeichnete er seine „mittleren Bücher“ Morgenröte und Die fröhliche Wissenschaft als die „persönlichsten“ und die ihm selbst „sympathischsten“.
Während der Vorbereitung der Neuausgabe meinte Nietzsche, das neue fünfte Buch gehöre „seinem Tone und Inhalte nach überdies mehr zu Jenseits von Gut und Böse“ und könne diesem Buch „mit mehr Recht“ hinzugefügt werden als der fröhlichen Wissenschaft. Nachdem sich allerdings ein Missverständnis zwischen Nietzsche und seinem Verleger, auf dem diese Überlegung basierte, geklärt hatte, wurde der ursprüngliche Plan beibehalten.
In seiner stilisierten Autobiographie Ecce homo machte Nietzsche ausdrücklich auf den provenzalischen Ursprung des Begriffs „gaya scienza“ aufmerksam und erinnerte „an jene Einheit von Sänger, Ritter und Freigeist“, die der „wunderbaren Frühkultur der Provençalen“ (vergleiche hierzu auch Trobador, Trobadordichtung, Gai Saber) eigen sei. Die fröhliche Wissenschaft sei (wie die Morgenröte) „ein jasagendes Buch, tief, aber hell und gütig“.

### Einige Deutungen in der Nietzsche-Rezeption
Vor allem der Abschnitt 125 mit dem Ausruf „Gott ist tot“ hat vielfältige Deutungen gefunden (siehe Artikel Friedrich Nietzsche). Hier sollen einige Anmerkungen zum gesamten Werk Die fröhliche Wissenschaft dargestellt werden.
Giorgio Colli nennt Die fröhliche Wissenschaft in seinem Vorwort zur italienischen Ausgabe (übersetzt als Nachwort in KSA 3) „zentral“ für Nietzsches Werk in mehrfacher Hinsicht. Erstens steht es rein zeitlich ungefähr in der Mitte von Nietzsches Schaffen. Zweitens füge sich das Buch „wie ein magischer Augenblick der Ausgewogenheit“ in seine Schriften ein: zwar seien alle Extreme vorhanden, aber es fehle jeder Fanatismus; alle Widersprüche in Nietzsches Philosophie ließen sich hier aufspüren, aber sie wirkten nicht auffällig oder verletzend, sondern versöhnt. Schließlich sei die Schrift zentral in dem Sinne, dass hier ein persönliches und philosophisches Grundproblem Nietzsches – der Kampf zwischen Kunst und Wissenschaft – eine neue, „gesunde“ Lösung finde, nämlich beide „in einem verklärten Bereich zur Koexistenz zu führen“. Diese Verbindung zeige sich schon im Titel und dem Aufbau des Buches, welches ja mit Versen beginnt.
Nietzsche nehme hier die Stellung ein, als Philosoph sowohl über der Kunst, als auch über der Wissenschaft zu stehen; andererseits greife er gerade in diesem Werk aufgrund seiner Kenntnis und Ablehnung der bisherigen Philosophie zu Methoden der Kunst und der Wissenschaft, um sich mitzuteilen. Schließlich sieht Colli in diesem zerbrechlichen und in gewisser Weise unmöglichen Gleichgewicht eine neue Stufe von Nietzsches andauernder Suche nach Erkenntnis, deren höchste Verklärung sich in Abschnitt 324 („In media vita“) finde: „Das Leben ein Mittel der Erkenntnis“. Dass Nietzsche dabei schließlich auf den Gedanken der Ewigen Wiederkunft stieß, „eine Wahrheit, die schrecklicher ist als jede andere“, habe ihn bewogen, sich wieder der Kunst zu nähern, wie es die letzten beiden Abschnitte des vierten Buchs anzeigten. – Das später hinzugefügte fünfte Buch erreicht für Colli das Gleichgewicht der ersten vier Bücher nicht mehr.
In Martin Heideggers Nietzsche-Deutung ist Die fröhliche Wissenschaft Nietzsches erster Schritt auf dem „Weg zur Ausbildung seiner metaphysischen Grundstellung“. Heidegger maß insbesondere dem Wort „Gott ist tot“ große Bedeutung zu und deutete es im Rahmen seiner Philosophie der Vollendung und Überwindung der abendländischen Philosophie bzw. Metaphysik.
In seinem Nachwort zur Reclam-Ausgabe meint Günter Figal, in der fröhlichen Wissenschaft eine „philosophische Fassung eines Romans“ zu erkennen. Das Buch sei nicht eine beliebige Sammlung von Aphorismen, sondern eine Komposition, die sich wie eine „längere Gedankenerzählung“ mit Abschweifungen, Anspielung, Variation der Motive, Vorwegnahmen und Rückverweisen lesen lasse. Nur im Kontext des Ganzen seien die Abschnitte eigentlich verständlich.
Im Titel „Sanctus Januarius“ sieht er eine Anspielung auf Ianus, womit auch die Situation des Werks als „Vorausblick und Rückschau“ bestimmt sei. Es gehe Nietzsche darum, die Freiheit im Denken auszuloten. Sein „Erkenntnisprogramm“ sei es, die Welt aus möglichst vielen unterschiedlichen Perspektiven wahrzunehmen und sich dabei gleichzeitig der Beschränktheit jeder Perspektive bewusst zu sein: und gerade die Bejahung dieses Gegensatzes von Lebensverstricktheit und Erkenntnis sei „fröhliche Wissenschaft“. Die ersten drei Bücher führten an einigen Hauptmotiven in einer Vielzahl von Variationen vor, wie sich ein solches Wissen artikulieren könne. Im vierten Buch sieht Figal Betrachtungen Nietzsches „für sich selbst“ in der Tradition der Aufzeichnungen Mark Aurels und Montaignes. Die Eröffnung des vierten Buchs mit einem Aufruf zur Lebens- und Selbstbejahung sei nur konsequent, da vorher unter dem Motiv „Gott ist tot“ festgestellt wurde, dass das Christentum „Opfer seiner eigenen Negativität“ geworden sei. Freilich schließe die Bejahung des Lebens auch das Leiden und den Schmerz mit ein, ja der Schmerz sei ein „mehr oder weniger deutliches Leitmotiv“ des Buches. Die letzten drei Abschnitte des vierten Buchs sieht Figal als Einheit: da Sokrates Pessimist war, müsse er überwunden werden; und das „größte Schwergewicht“, die Lehre von der Ewigen Wiederkunft, verlange einen neuen Lehrer, ein Gegenbild zu Sokrates: Nietzsches Zarathustra.
Dennoch sei Also sprach Zarathustra nicht als Überwindung der fröhlichen Wissenschaft zu verstehen. Ganz im Gegenteil habe Nietzsche ja diese später fortgesetzt, so dass Zarathustra „wie eine Leerstelle in das frühere Buch einbezogen“ bleibe und keineswegs eine kanonische oder allein verbindliche Artikulation von Nietzsches Philosophie sei. Dies gelte schon deswegen, weil auch der erste Abschnitt der fröhlichen Wissenschaft schon Zarathustra relativiere, ein Bezug, den Figal an dem Titel „Incipit tragoedia“ belegen will. Das „Programm“ der fröhlichen Wissenschaft sei also für Nietzsche aktuell geblieben, auch wenn er es später nicht mehr so habe erfüllen können wie hier. Nur dieses Werk löse das Versprechen seines Titels ein, worin Figal ausdrücklich auch das fünfte Buch einschließt.

### Ausgaben
Siehe Nietzsche-Ausgabe für allgemeine Informationen.
- In der von Giorgio Colli und Mazzino Montinari gegründeten Kritischen Gesamtausgabe ist Die Fröhliche Wissenschaft zu finden in
  - Abteilung V, Band 2 (zusammen mit den Idyllen aus Messina und nachgelassenen Fragmenten 1881–1882). ISBN 3-11-004477-3. Ein Nachbericht, d. h. kritischer Apparat, fehlt zu diesem Band noch.
- Denselben Text liefert die Kritische Studienausgabe in Band 3 (zusammen mit Morgenröte und Idyllen aus Messina und mit einem Nachwort von Giorgio Colli). Dieser erscheint auch als Einzelband unter der ISBN 3-423-30153-8. Der zugehörige Apparat befindet sich im Kommentarband (KSA 14), S. 230–277.
- Ebenfalls auf dieser Edition basiert die aktuelle Ausgabe bei Reclam, ISBN 3-15-007115-1. Sie enthält ein Nachwort von Günter Figal.
- 1990 erschien bei Reclam Leipzig eine Ausgabe mit Anmerkungen zum Text und einem Essay von Renate Reschke. Diese Ausgabe basierte auf derjenigen Karl Schlechtas.

Daneben gibt es Ausgaben des Buches:
- Im Goldmann Verlag mit Anmerkungen von Peter Pütz, ISBN 3-442-07557-2.
- Im Insel Verlag mit einem Nachwort von Ralph-Rainer Wuthenow, ISBN 3-458-34378-4.

### Sekundärliteratur
Zu einer ausführlichen Bibliographie siehe Weblinks.
- Marco Brusotti: Die Leidenschaft der Erkenntnis. Philosophie und ästhetische Lebensgestaltung bei Nietzsche von „Morgenröthe“ bis „Also sprach Zarathustra“. In: Monographien und Texte zur Nietzsche-Forschung. Nr. 37. de Gruyter, Berlin und New York 1997, ISBN 3-11-014563-4.
- Andreas Dorschel, 'Moral als Problem. Friedrich Nietzsche: Fröhliche Wissenschaft § 345'. In: Zeitschrift für Didaktik der Philosophie und Ethik XXX (2008), Heft 1, S. 56–61.
- Sebastian Kaufmann: Kommentar zu Nietzsches Die fröhliche Wissenschaft. Berlin und Boston 2022 (Historischer und kritischer Kommentar zu Friedrich Nietzsches Werken, hrsg. von der Heidelberger Akademie der Wissenschaften, Band 3/2 in zwei Teilbänden), ISBN 978-3-11-029304-3.
- Pierre Klossowski: Sur quelques thèmes fondamentaux de la « Gaya scienza » de Nietzsche. zuerst in: derselbe: Un si funeste désir., S. 6–36, Paris 1963, ISBN 2-07-073742-X.
- Günter Schulte (Hrsg.): Nietzsches „Morgenröthe“ und „Fröhliche Wissenschaft“: Text und Interpretation von 50 ausgewählten Aphorismen. Königshausen & Neumann, Würzburg 2002, ISBN 3-8260-2236-X.
- Werner Stegmaier: Nietzsches Befreiung der Philosophie: Kontextuelle Interpretation des V. Buchs der Fröhlichen Wissenschaft, de Gruyter, Berlin 2012, ISBN 3-11-026967-8.
- Christian Benne und Jutta Georg (Hrsg.): Klassiker auslegen: Friedrich Nietzsche: Die fröhliche Wissenschaft. Berlin, Boston: De Gruyter 2015, ISBN 978-3-11-044030-0.
- Band 26 (1997) der Nietzsche-Studien hat Die fröhliche Wissenschaft als Schwerpunkt. Darin:
  - Jörg Salaquarda: Die „Fröhliche Wissenschaft“ zwischen Freigeisterei und neuer „Lehre“. S. 165–183.
  - Wolfram Groddeck: Die „neue Ausgabe“ der „Fröhlichen Wissenschaft“: Überlegungen zur Paratextualität und Werkkomposition in Nietzsches Schriften nach „Zarathustra“. (S. 184–198)
  - Marco Brusotti: Erkenntnis als Passion: Nietzsches Denkweg zwischen "Morgenröthe" und der „Fröhlichen Wissenschaft“. S. 226–238.
  - Renate Reschke: „Welt-Klugheit“ – Nietzsches Konzept vom Wert des Mediokren und der Mitte: kulturkritische Überlegungen des Philosophen im Umkreis seiner „Fröhlichen Wissenschaft“. S. 239–259.